# Курт Валдхајм
Курт Јозеф Валдхајм (Санкт Андре-Вердерн, близу Беча, Аустрија, 21. децембар 1918 — Беч, 14. јун 2007) је био аустријски политичар, правник и дипломата. Био је министар спољних послова Аустрије у периоду од 1968. до 1970, четврти генерални секретар УН у два мандата, од 1972. до 1981, и као председник Аустрије од 1986. до 1992.
Био је четврти генерални секретар Уједињених нација од 1972. године до 1981. године и на тој функцији провео је два мандата. Надгледао је пружање помоћи Бангладешу, Никарагви и Гватемали и мировне мисије на Кипру, Блиском истоку, у Анголи и Гвинеји. Након што је НР Кина ставила вето на његов трећи мандат вратио се у Аустрију и кандидовао се за председника 1986. године.
Његова нацистичка прошлост је откривена у склопу кампање на изборима за председника Аустрије 1986. У години уочи избора, 1985, објавио је биографију У стакленој палати светске политике где је између осталог навео да је, након Аншлуса Аустрије, Гестапо ухапсио његовог оца, а да је он као члан аустријског Jungvolk-a делио летке у којима се позивало на пружање отпора, и да су га због тога претукли. Додао је и да је на силу регрутован у Вермахт, где је послат на Источни фронт као члан јединице која је била пуна протестаната против рата. Написао је да је током ноћи тајно читао анти-нацистичке летке, и да се након рањавања на фронту вратио у Беч, где је завршио студије права. Политички противници су увидели недостатке у тој објављеној биографији, и почели су да истражују његову прошлост. Београдске Вечерње новости су прве у свету објавиле детаље о његовој војној служби у Југославији и Грчкој у тексту Ратни злочинац из досијеа Ф-25572 где се испоставило да се Валдхајм ипак вратио на Балкан након што је био рањен у Русији, и да га је, због свог учешћа у бици на Козари, заједно са још 25 немачких официра, одликовао Анте Павелић, поглавник Независне Државе Хрватске. Откривено је и да је припадао јединици Хитлеровог Вермахта која је нa Сјењаку у Пљевљима, починила ратне злочине над српским цивилима током Другог светског рата. Државна комисија за ратне злочине ФНРЈ га је осудила за ратне злочине 17. децембра 1947. године.
Како би расветлили Валдхајмову војну службу током периода између 1938. и 1945, Влада Аустрије је 1987. формирала међународну шесточлану комисију историчара. Њихов закључак је био да Курт Валдхајм није лично учествовао у извршавању ратних злочина, али су такође закључили да је, упркос његовим тврдњама, знао за акције Немачке војске против партизана и за одмазде и злочине над цивилима. Симон Визентал је додао да је током депортације трећине Солунских Јевреја за Аушвиц, Валдхајм био позициониран око 8 km даље од Солуна, па је сигурно знао и за тај чин. Током свог председничког мандата је био дипломатски изолован, а Сједињене Америчке Државе и Уједињено Краљевство су га прогласиле за непожељну особу.
Преминуо је 14. јуна 2007. са 88 година. По његовој жељи на сахрани није присуствовао ниједан страни званичник, сем кнеза Лихтенштајна Ханс-Адама II. Пред своју смрт је оставио писмо у коме се извињава за своје поступке током избијања Афере Валдхајм 1986, и замолио је критичаре за опроштај. Сахрањен је уз пуне војне и државне почасти у председничкој крипти на Средишњем бечком гробљу.

## Младост и образовање
Курт Јозеф Валдхајм је рођен 21. децембра 1918. у селу Сент Андре-Верден близу Беча, у савезној држави Доња Аустрија. Његов отац Валтер Валдхајм је радио као школски инспектор, и био је Чешког порекла. Породично презиме Вацлавик (немачки: Watzlawick, чешки: Václavík) је његов отац германизовао у Валдхајм у периоду око 1918.
Уписао је средњу школу у Клостернојбургу, где се придружио римокатоличком братству Комажен. Војни рок је у периоду од 1936. до 1937. одрадио у првом коњичком пуку Аустријске армије. Након тога је похађао Конзуларну академију у Бечу, место где су се обучавале аустријске дипломате, и тамо је дипломирао права 1939.
У то време је постао члан Лиге немачких национал-социјалистичких студената, огранка Нацистичке партије (NSDAP), па је, судећи по магазину Profil, члан коњичких бригада Штурмабтајлунга (SA), тзв Reiter-SA 4. Отац му је тада био активиста Хришћанске социјалне партије (CS). По Симону Визенталу Валдхајм је оспорио ту тврдњу, рекавши да је он само био припадник коњичког клуба, и да није знао да је тај клуб интегрисан у SA. Додао је да никада није попунио приступни образац за чланство у SA, и да се у складу са тим није сматрао њиховим чланом. Приступни образац за чланство у SA са Валдхајмовим потписом и није пронађен. Фред Синовац, канцелар Аустрије за време избијања афере о Валдхајмовој прошлости је на то изјавио: "Примамо ка знању да није Валдхајм био члан SA, већ само његов коњ."
У пролеће 1940. је мобилисан, и убрзо је постао млађи поручник.
Током једног војног одсуства са фронта, у марту 1944. је на Бечком универзитету одбранио докторску тезу Идеја Рајха по Константину Францу. Исте године 19. августа је оженио Елизабет Ричел, у то време активисткињу Нацистичке партије. Имали су 3 деце из тог брака: ћерке Лизелоту, која је једно време радила у Уједињеним нацијама, и Кристу, која је постала уметник и која је супруга аустријског народног посланика Отмара Караса, и сина Герхарда, који је постао банкар.

## Политичко деловање
Био је у дипломатској служби у Министарству спољних послова од 1945. године. Члан је аустријских делегација на међународним преговорима у Паризу, Лондону и Москви. После је био посланик у парламенту, а затим амбасадор Аустрије у Канади 1958-60. Министар спољњих послова Аустрије је од 1968—1972.
Био је четврти генерални секретар Уједињених нација од 1972. године до 1981. године и на тој функцији провео је два мандата. Надгледао је пружање помоћи Бангладешу, Никарагви и Гватемали и мировне мисије на Кипру, Блиском истоку, у Анголи и Гвинеји. Након што је НР Кина ставила вето на његов трећи мандат вратио се у Аустрију и кандидовао се за председника 1986. године. Био је девети председник Аустрије од 1986. године до 1992. године.
Током предизборне кампање за председника Аустрије 1986, у јавност је избила његова нацистичка прошлост. Сазнало се да је лагао о природи своје војне службе и чланства у Нацистичкој партији. Валдхајм је за време Другог светског рата био официр Вермахта на различитим фронтовима. Југословенска државна комисија га је прогласила за ратног злочинца а на основу југословенског досијеа Ф-25572 од 17. новембра 1947. године Валдхајм је увршћен на листу ратних злочинаца УН. Према овом досијеу, Валдхајм је као обавештајни официр био члан штаба генерала Александра Лера, команданта Хитлерове армије која је покривала југоисток Европе. Валдхајм је учествовао у борбама на Козари у лето 1942. године, када је око 68 хиљада српских мушкараца, жена и деце отерано у хрватски концентрациони логор Јасеновац. Валдхајма је због заслуга у бици на Козари одликовао хрватски поглавник Анте Павелић. Тек после избијања афере о његовој мрачној нацистичкој прошлости, коју су прве у свету објавиле београдске новине Вечерње Новости, Валдхајм је на све начине покушавао да докаже да је био само војник и да није одговоран за ратне злочине над српским цивилима. Вашингтон и Лондон су га, међутим, ставили на листу непожељних особа којима је забрањен улазак у САД и Уједињено Краљевство. Та одлука никада није промењена. Случај Валдхајм је једна од највећих енигми 20. века. Иако је његово име било на листи ратних злочинаца УН, и мада су за његову ратну прошлост знали и СССР, и Америка и Британија и Југославија, оснивачи Уједињених нација, он је ипак у два мандата био цењени генерални секретар светске организације. Валдхајм је и поред свега био изабран за председника Аустрије, али и дипломатски изолован током целог свог председничког мандата 1986—92. године.
За време предизборне кампање током избора за председника Аустрије 1986. откривено је да је Валдхајм као старији поручник учествовао у овој бици на страни Немаца, и да је на препоруку генерала Фридриха Штала од Анта Павелића 9. септембра 1942. одликован сребрном колајном круне краља Звонимира са храстовим гранчицама. Податак о овом одликовању се налазио у Архиву Хрватске у фонду "Жупанство при поглавнику — Уред за одликовања Независне државе Хрватске", а пронађен је 5. марта 1986. У њему је наведено да је Валдхајм одликовање добио поводом "храброг држања у борбама против побуњеника у западној Босни у пролеће и лето 1942. године". ЦИА је 11. јула 1986. на основу немачких и хрватских података направила извештај, са ког је током 2000-их скинута ознака поверљивости, да је од 20.000 немачких војника који су учествовали у бици, то одликовање са храстовим гранчицама добило само 3 немачких официра. Министарство правде САД је 9. априла 1987. направило свој извештај о Валдхајму, у коме су навели да, упркос томе што он није био на главнокомандујућим положајима, био је други по команди у свом одсеку јединице која је учествовала и у самој бици, и у каснијем слању заробљеника у логоре и на принудни рад. Извештај министарства правде је такође потврдио да је орден круне краља Звонимира са храстовим гранчицама веће вредности од обичног ордена круне, и да у складу с тиме није био додељен великом броју војних лица после битке на Козари.
Умро је у Бечу 14. јуна 2007. године након срчаног удара.
Објавио је књиге: Аустријски пут и Јединствени позив на свету.